# Elymus rigidulus
Elymus rigidulus là một loài thực vật có hoa trong họ Hòa thảo. Loài này được (Keng) Á.Löve mô tả khoa học đầu tiên năm 1984.